# Premio Amalfi
Der Premio Europeo Amalfi per la Sociologia e le Scienze Sociali (Europäischer Amalfi-Preis für Soziologie und Sozialwissenschaften) ist ein angesehener italienischer Preis im Bereich der Sozialwissenschaften. 1987 wurde er auf Betreiben der Sektion für soziologische Theorien und sozialen Wandel der Italienischen Gesellschaft für Soziologie gestiftet und wird jährlich in Amalfi an den Autor einer Monographie verliehen, die innerhalb der letzten zwei Jahre im Druck erschienen ist und einen bedeutenden Beitrag zur Soziologie geleistet hat.
Die Preisverleihung findet im Rahmen einer internationalen soziologischen Tagung statt. Die Preisträger werden von einem Comitato Scientifico ausgewählt. (Letzthin [2007]: Alessandro Cavalli, Gerardo Delanty, Salvador Giner, Michel Maffesoli, Carlo Mongardini (Vorsitz), Hans Peter Müller, Birgitta Nedelmann, Richard Sennett, Piotr Sztompka und Michel Wieviorka. – Frühere Mitglieder waren u. a. Margaret Archer, Anthony Giddens, Karl-Siegbert Rehberg und Friedrich H. Tenbruck.)
Der Preis kann aufgeteilt werden. 1999 wurde ein alle zwei Jahre zu verleihender Preis für eine hervorragende Erstveröffentlichung hinzugefügt und nach Norbert Elias benannt, der den Premio Amalfi als Erster erhalten hatte. Hinzu kommen weitere Preise in unterschiedlichen Kategorien.
Seit 2015 ist der Preis nicht mehr vergeben worden.

## Preisträger
- 1987: Norbert Elias für Die Gesellschaft der Individuen
- 1988: Serge Moscovici für La machine à faire des dieux
- 1989: Zygmunt Bauman für Modernity and the Holocaust
  - Bulzoni Editore Sonderpreis: Michel Wieviorka für Société et terrorisme
- 1990: M. Rainer Lepsius und Wolfgang J. Mommsen als Herausgebern von Max Weber. Briefe 1906-1908
  - Bulzoni Editore Sonderpreis: Nicole Lapierre für Le silence de la mémoire
- 1991: Louis Dumont für L'ideologie allemande
  - Bulzoni Editore Sonderpreis: Philipp Sarasin für Die Stadt der Bürger
- 1992: Keine Preisvergabe
  - Sonderpreis der Jury: Carlo Trigilia für Sviluppo senza autonomia
- 1993: Preis aufgeschoben
- 1994: Charles Tilly für European Revolutions (1942-1992)
  - Sonderpreis der Jury: Christoph Braun als dem Herausgeber von „Max Weber. Musiksoziologie“
- 1995: Raymond Boudon für Le juste et le vrai;
  - François Furet, Le passé d'une illusion;
  - Peter-Ulrich Merz-Benz, Tiefsinn und Scharfsinn: Ferdinand Tönnies' begriffliche Konstitution der Sozialwelt
- 1996: Preis aufgeschoben
- 1997: Niklas Luhmann für Die Gesellschaft der Gesellschaft und Martin Albrow für The Global Age
- 1998: Alain Touraine für Comment sortir du libéralisme und Richard Sennett für The Corrosion of Character: The Transformation of Work in Modern Capitalism
  - Luigi-Sturzo-Sonderpreis für Politische Studien: Serge Latouche
  - Norbert-Elias-Amalfi-Preis: David Lepoutre für Cœur de banlieue. Codes, rites et langages
- 1999: Preis aufgeschoben
- 2000: Samuel N. Eisenstadt für Fundamentalism, Sectarism and Revolution
- 2001: John B. Thompson für Political Scandal. Power and Visibility in the Media Age
  - Luigi-Sturzo-Sonderpreis für Politische Studien: Michael Th. Greven für Die politische Gesellschaft. Kontingenz und Dezision als Probleme des Regierens und der Demokratie
  - Norbert-Elias-Amalfi-Preis: Wilbert van Vree für Meetings, Manners and Civilization: The Development of Modern Meeting Behaviour.
- 2002: Preis aufgeschoben
- 2003: Keine Hauptpreisvergabe
  - Norbert-Elias-Amalfi-Preis: Nikola Tietze für Islamische Identitäten. Formen muslimischer Religiosität junger Männer in Deutschland und Frankreich
- 2004: Preis aufgeschoben
- 2005: Keine Hauptpreisvergabe
  - ("A Book for Europe 2004"): Suzanne Keller für Community Pursuing the dream, living reality
- 2006: Keine Hauptpreisvergabe
  - ("A Book for Europe 2005"): Sergio Fabbrini für L'America e i suoi critici
- 2007: Preis aufgeschoben
- 2008: Keine Hauptpreisvergabe
  - ("A Book for Europe 2006"): Pierre Rosanvallon für La contre-démocratie
- 2009: Preis ausgesetzt
- 2010: Juan Linz
  - ("A Book for Europe 2010"): Gérald Bronner für La pensée extrême, comment des hommes ordinaires deviennent des fanatiques
- seit 2010: Preis ausgesetzt (Stand 2014)